# Regesta Imperii
Regesta Imperii er et kildeværk om europæisk historie.
Det indeholder en stor mængde kildemateriale om det tysk-romerske rige fra Karolingerne til Maximilian 1., herunder om paverne i Middelalderen.
Til projektet hører litteraturdatabasen RI-Opac (Regesta Imperii), der i 2009 indeholdt over en million titler vedrørende middelalderens historie i alle dele af Europa.
Kildeværket er oprettet i 1829 af Frankfurt am Mains stadsbibliotekar Johann Friedrich Böhmer.